# Ischnocampa mamona
Ischnocampa mamona är en fjärilsart som beskrevs av Paul Dognin 1892. Ischnocampa mamona ingår i släktet Ischnocampa och familjen björnspinnare. Inga underarter finns listade i Catalogue of Life.